# 田中雅克
田中 雅克（たなか まさかつ、1947年1月3日 - ）は、日本の経営者。出光興産元副社長である。

## 経歴・人物
1947年の生まれ。1969年3月に、山口大学経済学部を卒業。同年4月、出光興産に入社。1998年6月に出光石油化学取締役、2001年6月に同社常務取締役、2004年8月に同社常務執行役員、2005年4月、同社副社長に就任。同年6月には同社常務執行役に、2007年6月、同社取締役副社長及び社長補佐(石油化学事業部門、開発研究部門、製造・技術部門、経理・IR部門、総務・管理部門)を歴任した。